# Selaginella jonesii
Selaginella jonesii är en mosslummerväxtart som beskrevs av Otto Christian Schmidt. Selaginella jonesii ingår i släktet mosslumrar, och familjen mosslummerväxter. Inga underarter finns listade i Catalogue of Life.